# せと赤津パーキングエリア
せと赤津パーキングエリア（せとあかづパーキングエリア）は、愛知県瀬戸市にある東海環状自動車道のパーキングエリア。せと赤津ICを併設している（スマートインターチェンジとは異なる）。せと赤津PA利用後、せと赤津ICから流出不可。せと赤津ICから流入後、せと赤津PA利用不可。

## 歴史・道路
- 2005年（平成17年）3月19日 : 東海環状自動車道豊田東JCT-美濃関JCT間開通と併せて設置。

## 施設

### 外回り（豊田方面）

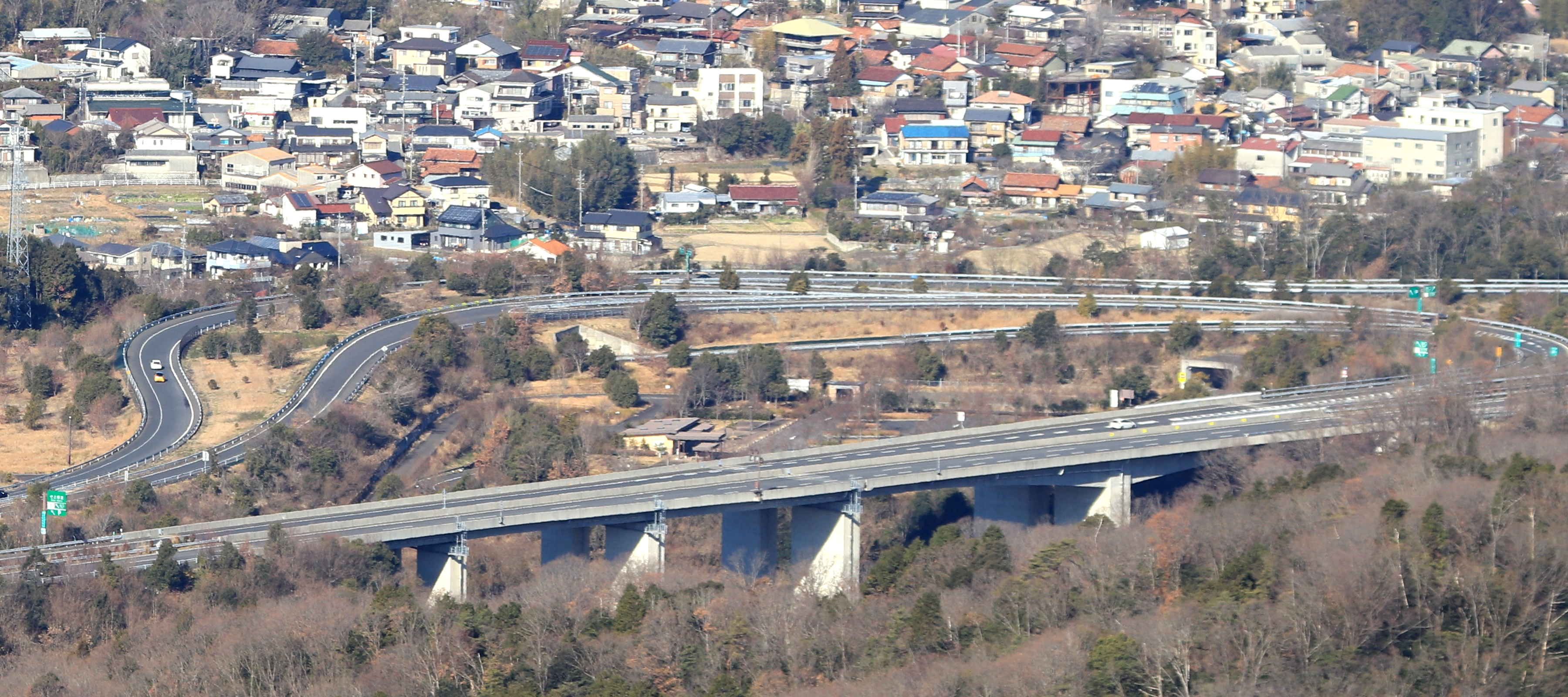
外回り（豊田方面）

- 駐車場
  - 大型：2台
  - 小型：49台
- トイレ
  - 男性　大2（和式1・洋式1）・小4
  - 女性　6（和式1・洋式5）
    - 同伴の男児用　1

  - 車椅子用　1
- 自動販売機

### 内回り（土岐・美濃関方面）

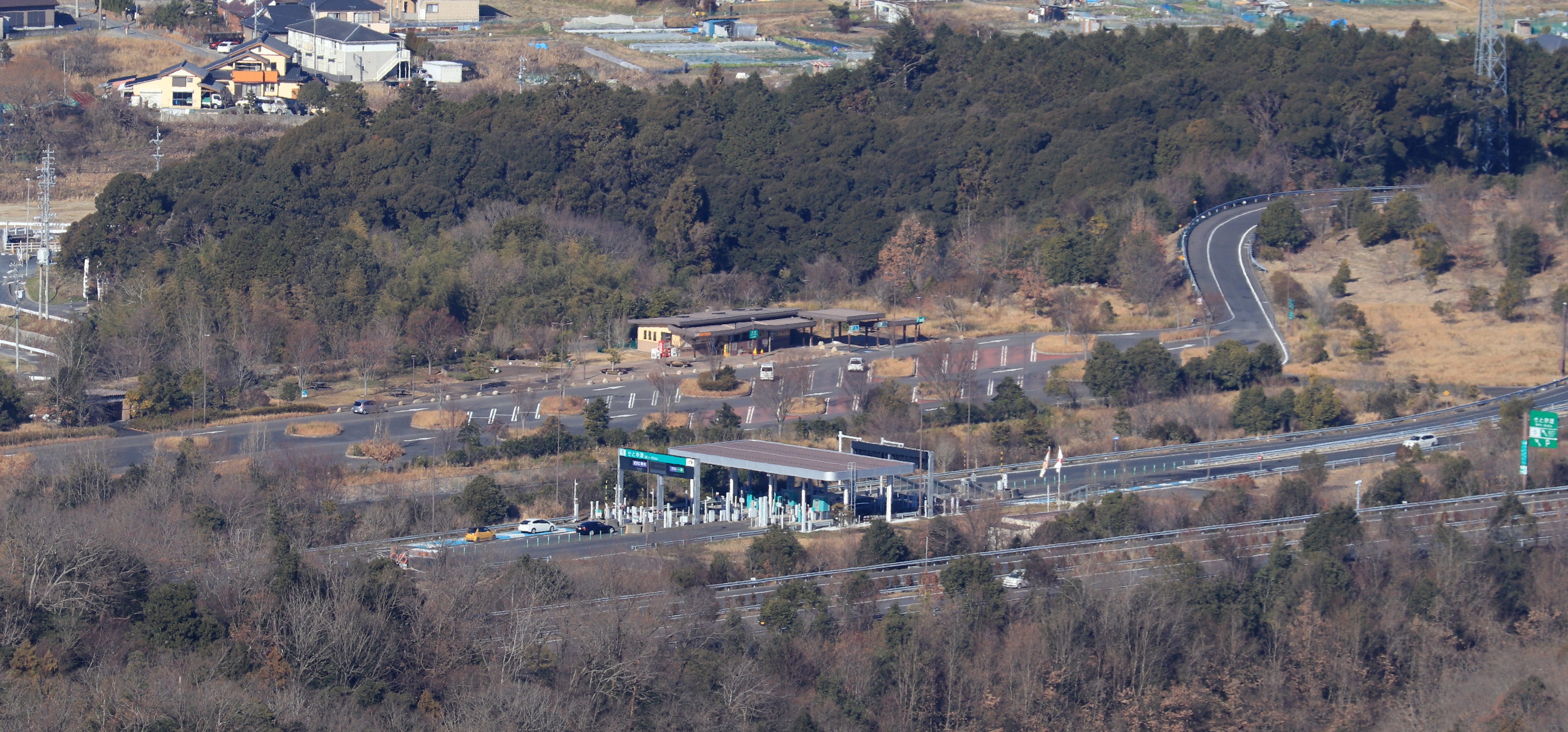
せと赤津パーキングエリアの内回り（土岐・美濃関方面）とせと赤津インターチェンジの料金所

- 駐車場
  - 大型：2台
  - 小型：49台
- トイレ
  - 男性　大2（和式1・洋式1）・小4
  - 女性　6（和式1・洋式5）
    - 同伴の男児用　1

  - 車椅子用　1
- 自動販売機

## 隣の施設
東海環状自動車道
(4)豊田藤岡IC - (5)せと赤津IC/PA - (6)せと品野IC